# Alexandre Angeli
Pour les articles homonymes, voir Angeli.
Alexandre Angeli (21 mars 1883, Piedicroce - 12 avril 1962, Marseille) est un haut fonctionnaire français.
Préfet de plusieurs départements durant sa carrière, il est surtout connu pour avoir été préfet du Rhône et de la région de Lyon durant le régime de Vichy à la Libération, il est jugé et condamné pour Collaboration.

## Biographie
Alexandre Benoît Joseph Angeli est le fils d'un receveur des postes. Il monte à Paris pour étudier le droit et devient avocat de la Cour d'appel de Paris en 1907. Il est docteur en droit. 

### Premiers postes
Deux ans plus tard, en 1909, il s'engage dans la voie administrative et devient chef de cabinet du préfet du Gers, avant de rejoindre, au même poste, l'Aude, puis l'Aisne. En 1914, il devient sous-préfet de Boussac, dans la Creuse.
Durant la Première Guerre mondiale, il est mobilisé en tant que brigadier au 3e colonial. Il y reçoit la Croix de guerre. 
En 1917, il reprend sa carrière administrative en devenant secrétaire général de la préfecture de Dordogne. Il est ensuite sous-préfet d'Issoudun puis de Charolles. En 1920, il intègre le cabinet du sous-secrétaire d'État à l'Intérieur.
En 1931, il est nommé préfet des Basses-Alpes, de l'Yonne en 1932, du Calvados en 1936, et du Finistère en 1937.
En 1932, il est nommé chevalier de la Légion d'honneur. 
Lors de la Bataille de France, alors qu'il est préfet du Finistère, il organise les préparatifs visant à accueillir le gouvernement français à Quimper dans le cadre du projet défensif de réduit breton. 
Au tout début de l'occupation allemande, il déplaît aux envahisseurs en arrêtant des indépendantistes bretons pro-nazis. En septembre 1940, Pierre Laval le déplace à Lyon en remplacement d'Emile Bollaert.

### Préfet du Rhône
D'abord préfet du Rhône, puis préfet régional, il n'est apprécié ni des Allemands, ni des Résistants, et suit avec une grande complaisance l'ensemble des ordres du gouvernement. Ainsi, il entre en conflit ouvert avec le cardinal Gerlier qui soutenait les mouvements de solidarité juif, protestant et catholique ayant sauvé 108 enfants juifs lors de la rafle du 26 août 1942 (camp de Venissieux), puis disséminé ceux-ci dans différents abris. Venu réclamer les enfants pour terminer les opérations de déportation, il se vit rétorquer par le cardinal : « vous n’aurez pas les enfants ». La Résistance distribua immédiatement un tract pour rendre publique l’opposition entre le préfet et l’archevêché. Il met en résidence surveillée le révérend père Chaillet, partie prenante du sauvetage et qui s’était indigné publiquement : «  II faut crier au monde ignorant notre dégoût et notre indignation  qu’on puisse prodiguer sur notre sol pareille chasse homme ». Il rend compte à Vichy dans son rapport du mois d’août 1942 : «  L’attitude des dirigeants de l’Association se refusant même après la décision ministérielle à donner l’adresse des enfants, mettant ainsi en échec, sous prétexte d’obligation morale, la volonté du gouvernement, demandait un acte d’autorité. Je l’ai accompli ». 
Ultérieurement, il déplait aux occupants en protestant officiellement contre l'invasion de novembre 1942. 

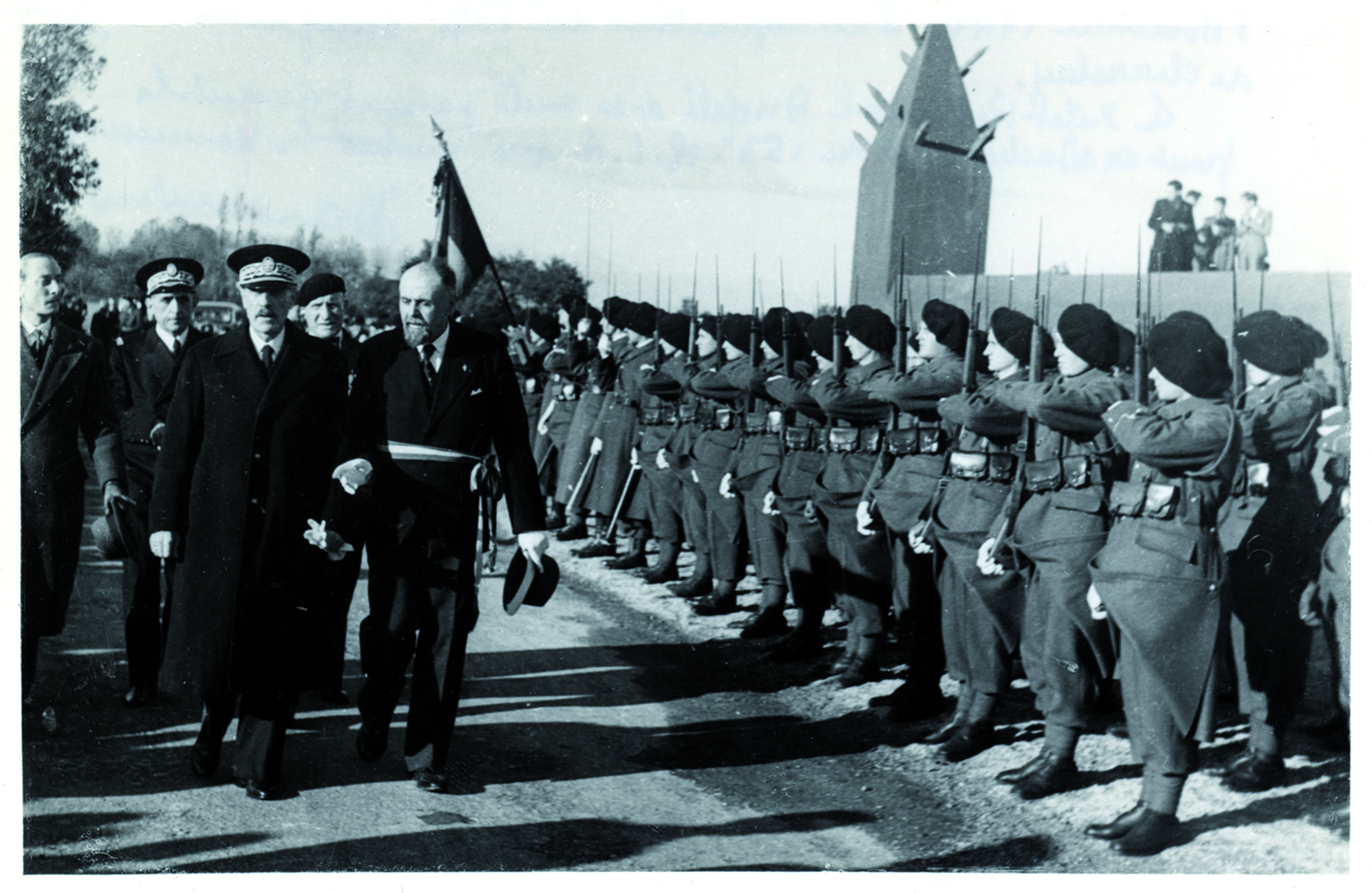
Alexandre Angeli à la cérémonie annuelle du cimetière de Chasselay

En janvier 1944, les autorités allemandes exigent son renvoi, qu'ils obtiennent peu après. Il est remplacé par Édouard Bonnefoy. Admis à la retraite le 5 août 1944, il est nommé préfet honoraire le 22. 
Parti à Aix-en-Provence, il est blessé par hasard lors de la Libération et est arrêté pour Collaboration. 
Lors de son procès, il est accusé de Collaboration, d'arrestation politiques et de marché noir. Mais il obtient également des témoignages positifs, soulignant qu'il avait tenté de résister aux Allemands. Le procureur réclame néanmoins la peine de mort, ce à quoi il est condamné le 2 décembre 1944, pour les chefs d'accusation de trahison et d'intelligence avec l'ennemi. Il est révoqué sans pension le 25 mai 1945 et sa nomination comme préfet honoraire est annulée le 12 septembre 1945. 
Son jugement est cassé et il est rejugé à Paris le 6 mai 1946 et condamné définitivement à quatre années de prison et à la privation des droits civiques.
Il a reçu l'ordre de la Francisque.

## Distinctions
- Ordre de la Francisque